# Tennessee, Illinois
Tennessee là một làng thuộc quận McDonough, tiểu bang Illinois, Hoa Kỳ. Năm 2010, dân số của làng này là 115 người.

## Dân số
Dân số qua các năm:
- Năm 2000: 144 người.
- Năm 2010: 115 người.